# Casimir Wilhelm von Scholten

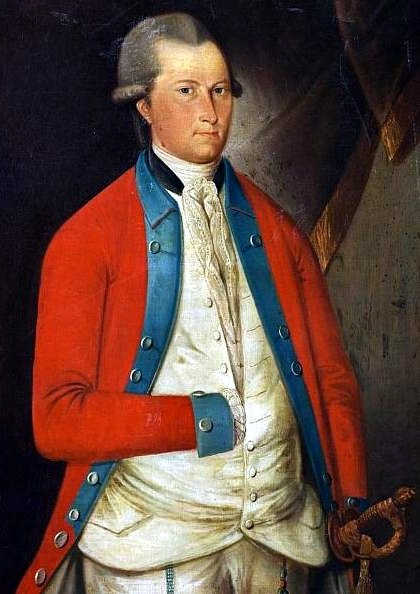
Casimir Wilhelm von Scholten

Casimir Wilhelm von Scholten (* 19. September 1752 in Kopenhagen; † 13. Mai 1810 in Charlotte Amalie, Saint Thomas, Dänisch-Westindien) war ein königlich dänischer Generalmajor deutscher Abstammung und Gouverneur in Dänisch-Westindien.

## Biografie

### Familie
Von Scholten war das dritte von elf Kindern des königlich dänischen Generalmajors Jobst Gerhard von Scholten (1723–1786) und der Adelgunde Elisabeth Amalie von Kleist (1728–1778). Außerdem war er der Urenkel des Jobst Scholten (1644–1721).
Am 11. Mai 1782 heiratete er in Viborg Katherina Elisabeth de Moldrup, auch Møldrup (* 5. Februar 1764 auf dem königlichen Klostergut Vestervig bei Thisted; † 23. März 1804 in Charlotte Amalie, St. Thomas), die Tochter des königlichen Kammerherrn Peder de Moldrup (1735–1787), Gutsherr auf Gut Vestervig sowie Schloss Ørum, und der Metti Marie de Moldrup (1738–1776), und hatte mit ihr neun Kinder; der älteste war der spätere Generalgouverneur Peter von Scholten (1784–1849). Katharina Elisabeth wurde auf dem Friedhof von Charlotte Amalie begraben. Auf ihrem Grabstein ist heute noch die folgende dänische Inschrift zu lesen: „Herunder ligger det Forgjængelige af Catherine Elisabeth en Datter af Kammerherre Peder De Moldrup Ejer af Stamhuset Vestervig Closter og Ørum Slot fød d. 5te Februar 1764 og med sin elskede Mand... ... mir Will ...nant og Commandant paa St. Thomas d. 17 Marts 17 ... død d. ? November ....“

Die Tochter Adelgunde Elisabeth Amalie (1787–1859) heiratete den Bremer Kaufmann und Reeder August Wilhelm Gruner (1778–1859).

### Beruf
Scholten war zum Zeitpunkt seiner Hochzeit 1782 Kapitän im Regiment des Prinzen Frederik in Hovedgård, nordöstlich von Horsens. Im April 1799 war er Major, am 10. Juni 1803 wurde er zum Oberstleutnant der westindischen Armee befördert und am 22. Dezember 1808 zum Oberst. Zuletzt hatte er den Rang eines Generalmajors.
Gouverneur der beiden Inseln Saint Thomas und Saint John wurde Scholten das erste Mal vom 4. Januar 1800 bis 28. März 1801, das zweite Mal vom 16. Februar 1803 bis 21. Dezember 1807.

### Mitgliedschaften
Scholten war Mitglied der dänischen Freimaurerloge St. Thomas til Enigheden auf St. Thomas und zeitweilig deren Meister vom Stuhl. Außerdem wurde er in die englische Loge Peace, Joy and brotherly Love No. 361 in Penryn in Cornwall aufgenommen.

## Ehrungen
Auf der Insel St. Thomas wurde in der Hauptstadt Charlotte Amalie der Marktplatz am östlichen Ende der Dronningens gade (Königinnenstraße) später in Casimir Square umbenannt.